# 维尼奥勒 (科多尔省)
维尼奥勒（法語：Vignoles，法語發音：[viɲɔl]）是法国科多尔省的一个市镇，位于该省南部，博讷市区东部，属于博讷区。

## 地理
维尼奥勒（47°1'49"N, 4°53'16"E）面积6.72 平方千米，位于法国勃艮第-弗朗什-孔泰大區科多尔省，该省份为法国中东部省份，北起奥布省，西接涅夫勒省和约讷省，南至索恩-卢瓦尔省，东南接汝拉省，东临上索恩省，东北部与上马恩省接壤。
与维尼奥勒接壤的市镇（或旧市镇、城区）包括：拉杜瓦-塞里尼、博讷、绍雷莱博讷、吕费莱博讷。

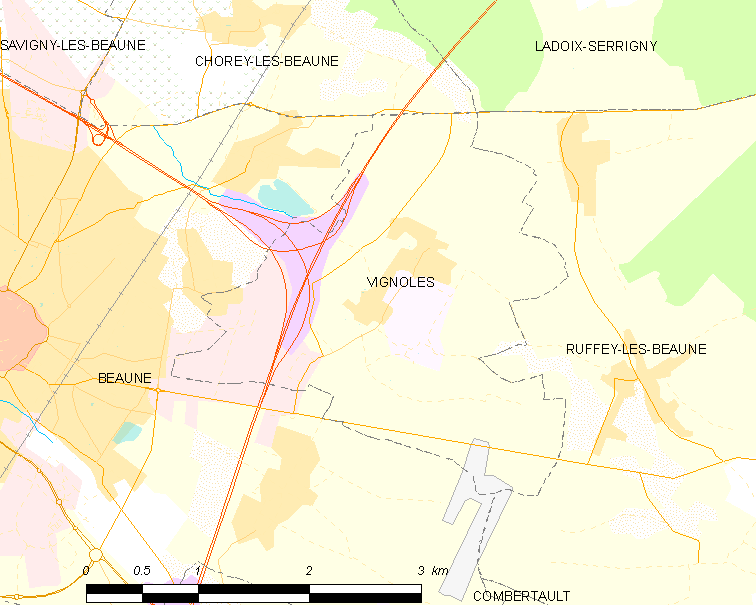
的OSM定位图

维尼奥勒的时区为UTC+01:00、UTC+02:00（夏令时）。

## 行政
维尼奥勒的邮政编码为21200，INSEE市镇编码为21684。

## 政治
维尼奥勒所属的省级选区为拉杜瓦-塞里尼县。

## 人口

1962-2008年间人口变化图示

维尼奥勒于2022年1月1日时的人口数量为919人。